# Teoría de precios
La teoría de precios o del precio  se refiere a los mecanismos de formación de los precios para un determinado producto o servicio. Así se determinan dos tipos de métodos para formar los precios:
1. Según los gastos: Según este método los precios se forman haciendo una relación entre los costos del producto o servicio y la cantidad de utilidad que se quiera ganar.
Precio = (costo unitario * porcentaje de utilidad deseado) + costo unitario
2. Según el mercado: Este método incita a determinar nuestros precios según el mercado y los precios de productos o servicios similares que se brinden dentro del mismo, así de manera referencial se puede constituir un precio en relación con las condiciones reales del mercado.

- Datos: Q30915092